# Compagnie Générale Transatlantique

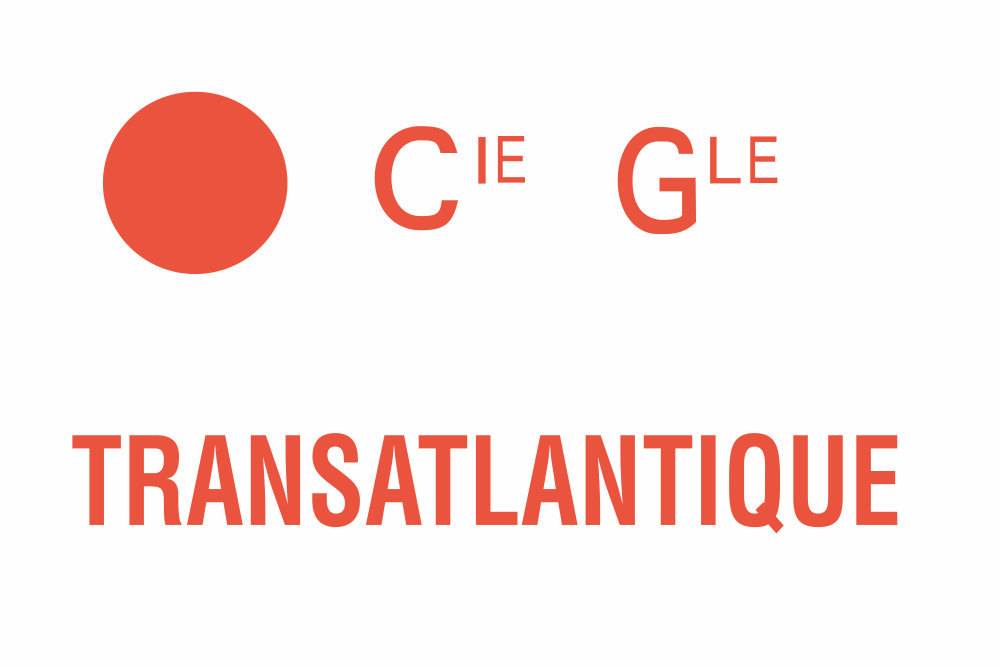
Logo der Compagnie Générale Transatlantique

Die Compagnie Générale Transatlantique S.A. (CGT) war eine halbstaatliche französische Reederei mit Hauptsitz in Paris. Heimathafen für die Schiffe war Le Havre an der Kanalküste. Die Reederei betrieb Fracht- und Passagierdienste nach Nord- und Mittelamerika sowie im Mittelmeer. Für die CGT, Transat oder auch French Line waren einige der größten Passagierschiffe in Dienst, darunter die Ile de France, die Normandie oder die France.

## Geschichte

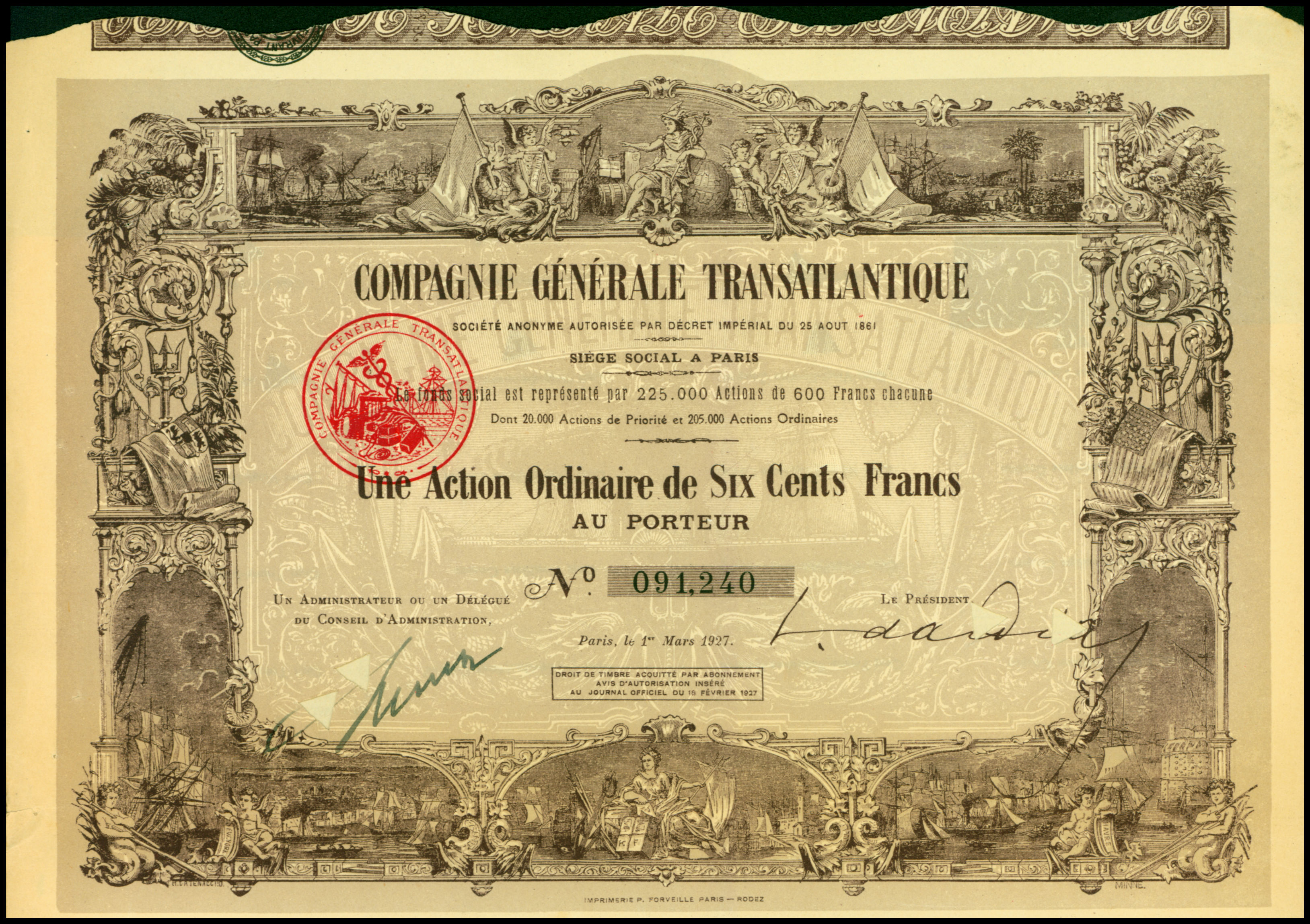
Aktie über 600 Francs der Compagnie Générale Transatlantique vom 1. März 1927

1861 wurde die Compagnie Générale Transatlantique S.A. gegründet, um Fracht- und Passagierdienste nach Nord- und Mittelamerika sowie die staatlich subventionierte Postbeförderung auf diesen Routen zu betreiben. Gründer der Reederei waren die Brüder Émile (1800–1875) und Isaac Pereire (1806–1880), die von Kaiser Napoléon III. die Postrechte auf diesen Strecken erhalten hatten.
Unter der Leitung der Brüder Pereire stieg die CGT zur größten Reederei Frankreichs und einer der führenden Reedereien der Welt auf. In kurzer Zeit wurden bei britischen Werften mehrere Passagierdampfer bestellt, alle noch Seitenraddampfer. 1866 kamen mit der Péreire und der Ville de Paris die ersten Schraubendampfer in Dienst. Da die Postkonvention mit der kaiserlichen Regierung vorschrieb, dass die Mehrheit der einzusetzenden Schiffe in Frankreich zu bauen waren, gründeten die Brüder im Januar 1862 mit dem schottischen Schiffbauer John Scott in Saint-Nazaire die Werft Chantiers de Penhoët. Aus dieser Werft entwickelte sich die heute größte Werft Frankreichs, die Chantiers de l’Atlantique. Im Jahr 1865 bestand die Flotte der Reederei bereits aus 27 Schiffen aller Art, 1888 waren es beachtliche 69. Im Jahre 1878 startete die Reederei mit Liniendiensten im Mittelmeer, hauptsächlich auf den Routen von den französischen Mittelmeerhäfen nach der nordafrikanischen Küste, zu den damals wichtigen französischen Provinzen/Kolonien/Protektoraten von Algerien, Tunesien und Marokko.
1877 wurde Eugène Péreire, der Sohn von Isaac Péreire, Präsident der CGT, der er bis 1904 vorstand. Unter ihm wurden einige technische Neuerungen auf den Schiffen der Linie eingeführt, wie elektrisches Licht, gekühlte Laderäume und die Umstellung der Raddampfer auf Schraubenantrieb. 1891 unternahm die Touraine der Gesellschaft die erste Mittelmeer-Kreuzfahrt. Trotzdem rangierte die CGT im Passagiertransport weit hinter der britischen und deutschen Konkurrenz. Obwohl die Reederei wegen der Postsubventionen an schnellen und leistungsfähigen Schiffen interessiert war, wurden nie ausdrückliche Rekordbrecher gebaut. Angesichts der mit steigender Geschwindigkeit zugleich enorm wachsenden Betriebskosten meinte einer der CGT-Präsidenten einmal Da kostet der Kaviar weniger als die Kohle.
So musste die Reederei per Sondergesetz zum Bau von schnellen Passagierschiffen gezwungen werden. Mit Beginn des 20. Jahrhunderts gab die Linie in schneller Folge eine Reihe größerer Schiffe in Auftrag. 1900 bzw. 1901 ging mit der La Lorraine und der La Savoie die ersten Schiffe mit mehr als 10.000 BRT in Dienst. 1906 folgte mit der La Provence schon ein 13.000-Tonner und 1912 mit der France der erste 20.000-Tonner und Frankreichs einziger Vier-Schornsteiner. Der Erste Weltkrieg unterbrach diese Entwicklung und brachte der Reederei einige herbe Verluste an Mannschaften und Schiffen. Die größeren Passagierschiffe kamen aber meist unbeschädigt durch den Krieg, so dass die Reederei zu Beginn der 1920er Jahre nahtlos weitermachen konnte.
1921 nahm die Paris, mit 34.569 BRT vermessen, den Betrieb auf, und 1926 folgte mit der île de France (43.153 BRT) einer der berühmtesten Transatlantikliner überhaupt. Die CGT expandierte auf allen Routen, es brach das goldene Zeitalter für die Reederei an. Mit den Schiffen Lafayette (1930, 25.178 BRT) und Champlain (1932, 28.124 BRT) stießen wichtige Verstärkungen für den Transatlantikdienst zur Flotte. 1935 lieferte die Werft von Penhoët mit der Normandie ihr Meisterstück ab, nicht nur, dass sie mit 79.280 BRT (später durch Umbau auf 83.423 BRT gesteigert) das größte Schiff der Welt war, sondern mit 30 Knoten auch das schnellste. Die Normandie blieb Frankreichs einzige Inhaberin des Blauen Bandes.
Ende der 1930er Jahre traf die Reederei eine ungewöhnlich Welle von Schiffsverlusten. 1938 brannte die Lafayette in Le Havre aus, ebenso 1939 die Paris. Der 1939 ausbrechende Zweite Weltkrieg bedeutete fast den Totalverlust der Flotte. 1940 sank die Champlain nach einem Minentreffer bei La Palice, und 1942 brannte die Normandie, der Stolz Frankreichs, während Umbauarbeiten zum Truppentransporter in New York aus.
Bei Kriegsende stand die Reederei vor einem Neuanfang. Von der stolzen Flotte großer Passagierschiffe war nur die Ile de France sowie die kleinere De Grasse aus dem Jahr 1924 geblieben. Bei der Vorkriegs-Frachterflotte sah es nicht besser aus. 1946 erhielt die CGT aus dem Fundus überlebender deutscher Schiffe die Europa des NDL, die als Liberté für die CGT in Dienst ging. Die mit Beginn der 1960er Jahre einsetzenden großen Veränderungen in der Schifffahrt machten größere Neubauprogramme unsinnig, doch die alternden Liner Ile de France und Liberté erforderten einen Neubau. 1961 nahm die France (66.348 BRT) den Betrieb auf, Frankreichs letzter Luxusliner im klassischen Stil. Durch das Flugzeug waren die Passagierdienste jedoch nicht mehr zu halten, und 1974 strich der französische Staat die Subventionen. Die France wurde stillgelegt und die Passagierdienste wurden eingestellt.
Die CGT wurde Ende der 1960er und Anfang der 1970er Jahre umstrukturiert. 1969 wurden die Mittelmeerdienste mit der Cie. Navigation Mixte S.A. zur Cie. Générale Trans-Mediterranée (CGTM) zusammengelegt, aus der 1976 der staatliche Fährdienst Société nationale maritime Corse Méditerranée wurde. 1974 fusionierte die Frachtsparte der CGT mit der Cie. des Messageries Maritimes S.A. zur Compagnie Générale Maritime (CGM). Die CGM wurde zu einer der größten Container-Reedereien der Welt und 1999 mit der Compagnie Maritime d’Affrètement zur CMA-CGM-Gruppe privatisiert.

## Schiffe (Auswahl)

### Passagierschiffe
| Jahr        | Name                    | Tonnage   | Werft                                                        | Status/Schicksal |
| ----------- | ----------------------- | --------- | ------------------------------------------------------------ | --- |
| 1862        | Floride (I)             | 1859 BRT  | k. A.                                                        | 1874: Colombie (I) / 1897 außer Dienst |
| 1862        | Louisiane (I)           | 1859 BRT  | k. A.                                                        | 1875 auf der Gironde nach Kollision gesunken |
| 1862        | Tampico                 | 1700 BRT  | k. A.                                                        | 1870: Guadeloupe (I) / 1880 verkauft |
| 1862        | Vera Cruz               | 1700 BRT  | k. A.                                                        | 1870: Martinique (I) / 1892 außer Dienst |
| 1863        | Lafayette (I)           | 3204 BRT  | Scotts & Co. Ltd., Greenock                                  | 1868: Schraubenantrieb / 1906 zum Abbruch verkauft |
| 1865        | Washington (I)          | 3204 BRT  | Scotts & Co. Ltd., Greenock                                  | 1868: 4600 BRT, Schraubenantrieb / 1899 nach Kollision gesunken |
| 1864        | France (I)              | 3200 BRT  | Chantiers de Penhoët, St. Nazaire                            | 1874: 4600 BRT, Schraubenantrieb / 1910 zum Abbruch verkauft |
| 1864        | Europe                  | 3200 BRT  | Chantiers de Penhoët, St. Nazaire                            | 1874 im Nordatlantik gesunken |
| 1865        | Napoléon III.           | 3376 BRT  | Thomas Ironworks Ltd., London                                | 1871: 3950 BRT / 1873: Ville du Havre / 1873 gesunken (226 Tote) |
| 1865        | Nouveau Monde           | 3376 BRT  | Chantiers de Penhoët, St. Nazaire                            | 1875: Labrador, Schraubenantrieb / 1905 zum Abbruch verkauft |
| 1865        | Ville de Paris          | 3150 BRT  | Napier & Sons Ltd., Glasgow                                  | 1888 verkauft |
| 1866        | Péreire                 | 3150 BRT  | Napier & Sons Ltd., Glasgow                                  | 1888 verkauft |
| 1866        | St. Laurent (I)         | 3413 BRT  | Chantiers de Penhoët, St. Nazaire                            | 1874: Schraubenantrieb / 1902 zum Abbruch verkauft |
| 1866        | Panama                  | 3413 BRT  | Chantiers de Penhoët, St. Nazaire                            | 1875: Canada, 4054 BRT, Schraubenantrieb / 1908 außer Dienst |
| 1870        | L’Atlantique            | 3400 BRT  | Chantiers de Penhoët, St. Nazaire                            | 1874: Amerique, 4585 BRT, Schraubenantrieb / 1895 gestrandet |
| 1871        | Ville de Bordeaux (I)   | 2676 BRT  | k. A.                                                        | 1899 außer Dienst |
| 1871        | Ville de St. Nazaire    | 2676 BRT  | k. A.                                                        | 1897 bei Kap Hatteras im Sturm gesunken |
| 1871        | Ville de Brest          | 2676 BRT  | k. A.                                                        | 1899 außer Dienst |
| 1871 (1869) | Desirade                | 1452 BRT  | k. A.                                                        | 1869: ex City of Brussels, Harrison Line / 1871 CGT / 1906 außer Dienst |
| 1878 (1874) | Saint-Simon             | 3090 BRT  | Caird & Co. Ltd., Greenock                                   | 1874: ex Rhenania, HAPAG / 1878 CGT / 1905 außer Dienst |
| 1878 (1868) | Caldera                 | 1741 BRT  | Laird Bros. & Co. Ltd., Sunderland                           | 1868: / 1878 CGT / 1886 verkauft |
| 1879 (1875) | Ville de Marseille (I)  | 2920 BRT  | A. & J. Inglis Ltd., Glasgow                                 | 1875: ex Stad Amsterdam, KNSM / 1879 CGT / 1902 außer Dienst |
| 1879 (1875) | Ferdinand de Lesseps    | 2920 BRT  | A. & J. Inglis Ltd., Glasgow                                 | 1875: ex Stad Haarlem, KNSM / 1879 CGT / 1911 außer Dienst |
| 1880        | Flachat                 | 2277 BRT  | k. A.                                                        | 1898 bei Teneriffa gesunken |
| 1880        | La Chatelier            | 2277 BRT  | k. A.                                                        | 1890 auf der Loire gesunken |
| 1880        | Fournel                 | 2187 BRT  | k. A.                                                        | 1916 torpediert und gesunken |
| 1880        | Alexandre Bixio         | 2187 BRT  | k. A.                                                        | 1905 im Ärmelkanal gesunken |
| 1880        | Moise                   | 1900 BRT  | k. A.                                                        | 1923 außer Dienst |
| 1880        | Kléber                  | 1900 BRT  | k. A.                                                        | 1901 bei Faraman gesunken |
| 1880        | Isaac-Péreire           | 1859 BRT  | k. A.                                                        | 1906 bei den Balearen gesunken |
| 1880        | Saint-Augustin          | 1859 BRT  | k. A.                                                        | 1913 bei Bône gesunken |
| 1880        | Abd-El-Kader            | 1859 BRT  | k. A.                                                        | 1922 außer Dienst |
| 1880 (1872) | Afrique                 | 1235 BRT  | k. A.                                                        | 1872: Cie. Valery / 1880 CGT / 1901 verkauft |
| 1880 (1872) | Ajaccio                 | 1235 BRT  | k. A.                                                        | 1872: Cie. Valery / 1880 CGT / 1900 bei Marseille gesunken |
| 1880 (1872) | Lou Cettori             | 1235 BRT  | k. A.                                                        | 1872: Cie. Valery / 1880 CGT / 1906 außer Dienst |
| 1880 (1872) | La Corse                | 1235 BRT  | k. A.                                                        | 1872: Cie. Valery / 1880 CGT / 1902 verkauft |
| 1880 (1873) | Maréchal Canrobert      | 1235 BRT  | k. A.                                                        | 1873: Cie. Valery / 1880 CGT / 1892 nach Kollision gesunken |
| 1880 (1873) | Mohamed-El-Sadok        | 1235 BRT  | k. A.                                                        | 1873: Cie. Valery / 1880 CGT / 1886 gesunken |
| 1880        | Manoubia                | 1080 BRT  | k. A.                                                        | 1899 gesunken |
| 1880        | Ville de Tanger         | 1080 BRT  | k. A.                                                        | 1910 verkauft |
| 1880        | Ville de Madrid         | 1879 BRT  | k. A.                                                        | 1921 außer Dienst |
| 1880        | Ville de Barcelone      | 1879 BRT  | k. A.                                                        | 1914 außer Dienst |
| 1881        | Ville de Rome           | 1879 BRT  | k. A.                                                        | 1898 bei Menorca gesunken |
| 1881        | Ville de Naples         | 1879 BRT  | k. A.                                                        | 1918: Oudijda / 1929 außer Dienst |
| 1880        | Ville de Bone           | 1966 BRT  | k. A.                                                        | 1931 außer Dienst |
| 1880        | Ville d’Oran (I)        | 1966 BRT  | k. A.                                                        | 1921 außer Dienst |
| 1884        | Ville de Tunis (I)      | 1966 BRT  | k. A.                                                        | 1923 außer Dienst |
| 1881        | La Normandie            | 6283 BRT  | Barrows S.B. Co. Ltd., Barrows                               | 1911 außer Dienst und zum Abbruch verkauft |
| 1885        | La Champagne            | 7087 BRT  | Chantiers de Penhoët, St. Nazaire                            | 1915 bei St. Nazaire gestrandet |
| 1886        | La Bretagne             | 6754 BRT  | Chantiers de Penhoët, St. Nazaire                            | 1912 an Compagnie de Navigation Sud-Atlantique verkauft und in Alésia umbenannt |
| 1886        | La Gascogne             | 7071 BRT  | Forges & Chantiers de la Mediterranée, La Seyne              | 1912 an Compagnie de Navigation Sud-Atlantique verkauft |
| 1886        | La Bourgogne            | 7395 BRT  | Société des Forges et Chantiers de la Méditerranée, La Seyne | 1898 nach Kollision gesunken (565 Tote) |
| 1888        | Eugène Péreire          | 2211 BRT  |                                                              | 1929 außer Dienst |
| 1889        | Duc de Bragance         | 2211 BRT  | Chantiers de Penhoët, St. Nazaire                            | 1921 außer Dienst |
| 1890        | Ville d’Alger (I)       | 2211 BRT  | Chantiers de Penhoët, St. Nazaire                            | 1921 außer Dienst |
| 1890        | Maréchal Bugeaud        | 2211 BRT  | Chantiers de Penhoët, St. Nazaire                            | 1927 außer Dienst |
| 1891        | Général Chanzy          | 2211 BRT  | Chantiers de Penhoët, St. Nazaire                            | 1910 bei Menorca gesunken (155 Tote) |
| 1889 (1881) | Versaille               | 4247 BRT  | J. & G. Thomson & Co, Glasgow                                | 1881: ex Hammonia, HAPAG / 1889 CGT / 1914 außer Dienst |
| 1889        | Le Tarn                 | 1678 BRT  | k. A.                                                        | 1917 bei Kap Ivi torpediert und gesunken |
| 1890        | Le Card                 | 1678 BRT  | k. A.                                                        | 1918 bei Kap Bengut torpediert und gesunken |
| 1890        | La Touraine             | 8893 BRT  | Chantiers de Penhoët, St. Nazaire                            | 1922 außer Dienst |
| 1892        | La Navarre              | 5130 BRT  | Chantiers de Penhoët, St. Nazaire                            | 1925 außer Dienst und zum Abbruch verkauft |
| 1899 (1890) | L’Aquitaine             | 8242 BRT  | Fairfield S.B. & Eng. Co. Ltd., Glasgow                      | 1890: ex Normannia für Hapag / 1898 CGT / 1906 außer Dienst |
| 1899        | Bordeaux                | 4530 BRT  | Robert Stephenson & Company, Newcastle                       | 1890: ex Francisco, Wilson Line / 1899 CGT / 1915 torpediert |
| 1899        | La Lorraine             | 11168 BRT | Chantiers de Penhoët, St. Nazaire                            | 1922 außer Dienst und zum Abbruch verkauft |
| 1900        | La Savoie               | 11168 BRT | Chantiers de Penhoët, St. Nazaire                            | 1927 außer Dienst und zum Abbruch verkauft |
| 1903        | Martinique (II)         | 4241 BRT  | John Elder & Co. Ltd., Glasgow                               | 1903: ex Norham Castle, Union-Castle Line / 1903 CGT / 1932 außer Dienst |
| 1905        | La Provence             | 13753 BRT | Chantiers de Penhoët, St. Nazaire                            | 1916 im Mittelmeer torpediert und gesunken (ca. 1000 Tote) |
| 1905        | Californie              | 5152 BRT  | k. A.                                                        | 1934 außer Dienst |
| 1905        | Louisiane (II)          | 5152 BRT  | k. A.                                                        | 1916 bei Le Havre torpediert und gesunken |
| 1905        | Mexico                  | 5152 BRT  | k. A.                                                        | 1923 außer Dienst |
| 1905        | Hudson                  | 5755 BRT  | Chantiers de Normandie S.A., Grand Quevilly                  | 1930 außer Dienst |
| 1906        | St. Laurent (II)        | 5755 BRT  | Chantiers de Normandie S.A., Grand Quevilly                  | 1917 bei Malta ausgebrannt |
| 1906        | La Rance                | 2611 BRT  | k. A.                                                        | 1917 torpediert und gesunken |
| 1906        | La Garonne              | 2611 BRT  | k. A.                                                        | 1934 außer Dienst |
| 1907        | Chicago (I)             | 11127 BRT | Chantiers de Penhoët, St. Nazaire                            | 1929: Guadeloupe / 1936 zum Abbruch verkauft |
| 1907        | Perou                   | 6599 BRT  | k. A.                                                        | 1934 außer Dienst |
| 1907        | Guadeloupe (II)         | 6586 BRT  | k. A.                                                        | 1915 durch dt. Hilfskreuzer Kronprinz Wilhelm gekapert und versenkt |
| 1907        | Virginie                | 5330 BRT  | k. A.                                                        | 1934 außer Dienst |
| 1907        | Floride (II)            | 6698 BRT  | Chantiers & Ateliers de Provence, Port de Bouc               | 1915 durch dt. Hilfskreuzer Prinz Eitel Friedrich gekapert |
| 1907        | Caroline                | 6698 BRT  | Chantiers & Ateliers de Provence, Port Bouc                  | 1929: Jacques Cartier (II) / 1934 außer Dienst |
| 1907        | Texas                   | 6698 BRT  | Chantiers & Ateliers de Provence, Port Bouc                  | 1931 außer Dienst |
| 1908        | Charles-Roux            | 4104 BRT  | k. A.                                                        | 1936 außer Dienst |
| 1908        | Saint-Adresse           | 3056 BRT  | k. A.                                                        | 1934 außer Dienst |
| 1908        | Cacique                 | 2896 BRT  | k. A.                                                        | 1917 torpediert und gesunken |
| 1909        | Honduras                | 5913 BRT  | k. A.                                                        | 1934 außer Dienst |
| 1909        | Guatemala               | 5913 BRT  | k. A.                                                        | 1914 torpediert und gesunken |
| 1910        | Espagne                 | 11155 BRT | Chantier & Ateliers de Provence, Port de Bourc               | 1932 außer Dienst / 1934 zum Abbruch verkauft |
| 1910 (1908) | Niagara                 | 8590 BRT  | k. A.                                                        | 1908: ex Corse, Chargeurs Reunis / 1910 CGT / 1931 außer Dienst |
| 1910        | Carthage                | 5601 BRT  | Swan, Hunter & W. Rich. Ltd., Newcastle                      | 1915 von U 21 torpediert und gesunken |
| 1911        | Timgad                  | 5601 BRT  | Chantiers & Ateliers de Provence, Port Bouc                  | 1935 aufgelegt / 1939 zum Abbruch verkauft |
| 1911        | Rochambeau (I)          | 12678 BRT | Chantiers de Penhoët, St. Nazaire                            | 1934 außer Dienst und zum Abbruch verkauft |
| 1912        | France (II)             | 23666 BRT | Chantiers de Penhoët, St. Nazaire                            | 1935 außer Dienst und zum Abbruch verkauft |
| 1912 (1905) | Venezuela (II)          | 5020 BRT  | Cantieri Ligure-Anconetoni, Ancona                           | 1905: ex Brasile / 1912 CGT / 1920 bei Casablanca gesunken |
| 1912        | La Drome                | 3236 BRT  | k. A.                                                        | 1900: / 1912 CGT / 1933 außer Dienst |
| 1912        | Georgie                 | 6670 BRT  | k. A.                                                        | 1934 außer Dienst |
| 1913        | Mississippi (I)         | 6670 BRT  | k. A.                                                        | 1934 außer Dienst |
| 1913        | Duc d’Aumale            | 4452 BRT  | Chantiers & Ateliers de Provence S.A., Port de Bouc          | 1951 außer Dienst |
| 1913        | Puerto Rico             | 6786 BRT  | Chantiers de Penhoët, St. Nazaire                            | 1929: Méknes / 1940 versenkt (422 Tote) |
| 1914        | Haiti                   | 6786 BRT  | Chantiers & Ateliers de Provence S.A., Port de Bouc          | 1929: Marrakech / 1951 außer Dienst |
| 1914        | Lafayette (II)          | 11953 BRT | Chantier & Ateliers de Provence S.A., Port de Bouc           | 1929: Mexique / 1940 nach Minentreffer gesunken |
| 1914        | Flandre (I)             | 8503 BRT  | Chantiers de Penhoët, St. Nazaire                            | 1940 auf der Gironde nach Minentreffer gesunken |
| 1915 (1912) | Saint-Jean              | 5796 BRT  | k. A.                                                        | 1912: CNO / 1915 CGT / 1934 außer Dienst |
| 1915 (1912) | Saint-Andre             | 5796 BRT  | k. A.                                                        | 1912: CNO / 1915 CGT / 1936 außer Dienst |
| 1915 (1913) | Saint-Joseph            | 5796 BRT  | k. A.                                                        | 1913: CNO / 1915 CGT / 1934 außer Dienst |
| 1916        | La Preouse              | 9717 BRT  | Ateliers & Chantiers de France, Dunkerque                    | 1924 an Blue Star Line verkauft, Trojan Star |
| 1918        | Jacques Cartier (I)     | 9717 BRT  | Ateliers & Chantiers de France, Dunkerque                    | 1929: Winnipeg / 1942 torpediert und gesunken |
| 1919 (1902) | Suffren (I)             | 11948 BRT | Blohm & Voss AG, Hamburg                                     | 1902: ex Blücher, HAPAG / 1919 CGT / 1929 außer Dienst |
| 1919 (1904) | La Bourdonnais          | 8819 BRT  | Joh. C. Tecklenborg AG, Geestemünde                          | 1904: ex Scharnhorst, NDL / 1919 CGT / 1934 außer Dienst |
| 1919 (1906) | Roussillon (I)          | 8819 BRT  | AG Weser, Bremen                                             | 1906: ex Goeben, NDL / 1919 CGT / 1931 außer Dienst |
| 1919 (1903) | Montana                 | 6053 BRT  | Blohm & Voss                                                 | 1903: ex Usambara, DOAL / 1919 CGT / 1928 gestrandet |
| 1919 (1902) | Macoris                 | 5879 BRT  | Flensburger S.G.                                             | 1902: ex Bürgermeister, DOAL / 1919 CGT / 1935 außer Dienst |
| 1920 (1902) | Volubilis               | 4747 BRT  | W. Beardmore & Co. Ltd., Glasgow                             | 1902: ex Empire, Eastern & Australian / 1920 CGT / 1931 außer Dienst |
| 1920        | De La Salle             | 4713 BRT  | k. A.                                                        | 1940 torpediert und gesunken |
| 1920 (1903) | Figuig                  | 3655 BRT  | Armstrong, Whitworth & Co. Ltd., Newcastle                   | 1902: ex Grantala, Adalaide S.S. Co. / 1920 CGT / 1934 außer Dienst |
| 1921        | Paris                   | 34569 BRT | Chantiers de Penhoët, St. Nazaire                            | 1939 in Le Havre ausgebrannt |
| 1921        | Lamorcière              | 4712 BRT  | Swan, Hunter & W. Rich. Ltd., Newcastle                      | 1942 bei den Balearen im Sturm gesunken (301 Tote) |
| 1921 (1912) | Sonora (II)             | 4747 BRT  | k. A.                                                        | 1912 ex Northern / 1921 CGT / 1934 verkauft |
| 1921        | Gou. Général Grevy      | 4656 BRT  | Arsenal de la Marine, Brest                                  | 1946 außer Dienst |
| 1921        | Gou. Général Jonnart    | 4656 BRT  | Arsenal de la Marine, Brest                                  | 1948 außer Dienst |
| 1921        | Gou. Général Chanzy     | 4656 BRT  | Arsenal de la Marine, Brest                                  | 1963 außer Dienst |
| 1922        | Gou. Général Gueydon    | 4656 BRT  | Arsenal de la Marine, Brest                                  | 1945 außer Dienst |
| 1923        | Cuba                    | 11337 BRT | Swan, Hunter & W. Richardson Ltd., Newcastle                 | 1945 torpediert und gesunken |
| 1923 (1913) | Pellerin de Latouche    | 8217 BRT  | Cantieri San Rocco, Trieste                                  | 1913: ex Marienbad, Lloyd Austriaco / 1923 CGT / 1937 außer Dienst |
| 1924        | De Grasse               | 17759 BRT | Cammell Laird & Co. Ltd., Birkenhead                         | 1945: 19918 BRT / 1953 verkauft |
| 1926        | Île de France           | 43153 BRT | Chantiers de Penhoët, St. Nazaire                            | 1959 außer Dienst und zum Abbruch verkauft |
| 1929        | President Dal Piaz      | 4866 BRT  | Swan, Hunter & W. Rich. Ltd., Newcastle                      | 1944 bei Marseille gesunken |
| 1930        | Lafayette (III)         | 25178 BRT | Chantiers de Penhoët, St. Nazaire                            | 1938 in Le Havre ausgebrannt |
| 1931        | Colombie (II)           | 13391 BRT | Ateliers & Chantiers S.A., Dunkerque                         | 1949: 13808 BRT / 1964 verkauft |
| 1932        | Champlain (I)           | 28124 BRT | Chantiers de Penhoët, St. Nazaire                            | 1940 bei La Palice nach Minentreffer gesunken |
| 1935        | Normandie               | 79280 BRT | Chantiers de Penhoët, St. Nazaire                            | 1936: 83423 BRT / 1941 in New York ausgebrannt |
| 1935        | Ville d’Alger (II)      | 10172 BRT | Chantiers de Penhoët, St. Nazaire                            | 1966 verkauft |
| 1935        | Ville d’Oran (II)       | 10172 BRT | Chantiers Navales S.A., La Ciotat                            | 1965 verkauft |
| 1936 (1922) | Bretagne                | 10171 BRT | Barcley, Curle & Co. Ltd., Glasgow                           | 1922 ex Flandria für KHL / 1936 an CGT / 1939 torpediert |
| 1937        | Esterel (I)             | 3165 BRT  | k. A.                                                        | 1965 verkauft |
| 1946 (1930) | Liberté                 | 51839 BRT | Blohm & Voss AG, Hamburg                                     | 1930: ex Europa für NDL / 1946 an CGT / 1962 außer Dienst |
| 1948        | Commandant Quéré        | 4478 BRT  | J. I. Thornycroft & Co. Ltd., Southampton                    | 1968 außer Dienst |
| 1951        | Antilles                | 20469 BRT | Chantiers de Penhoët, St. Nazaire                            | 1971 bei der Insel Mustique (Kuba) ausgebrannt |
| 1952        | Flandre (II)            | 20469 BRT | Chantiers de Penhoët, St. Nazaire                            | 1968 verkauft |
| 1951        | Ville de Marseille (II) | 9576 BRT  | Forges et Chantiers de la Mediterranée, La Seyne             | 1969 an Cie. Général Trans-Mediterranée übertragen |
| 1952        | Ville de Tunis (II)     | 9576 BRT  | Arsenal de Lorient, Lorient                                  | 1967 verkauft |
| 1956 (1946) | Ville de Bordeaux       | 6687 BRT  | Götaverken AB, Göteborg                                      | 1946: ex Saga, Svenska Lloyd / 1956 CGT / 1964 verkauft |
| 1961        | France (III)            | 66348 BRT | Chantiers de Penhoët, St. Nazaire                            | 1974 Außerdienststellung / 1979 verkauf an Klosters R.A. (jetzt Norwegian Cruise Line) und Umbau zum Kreuzfahrtschiff "Norway" / 2003 Kesselexplosion und Außerdienststellung / 2008 nach mehrjährigem Rechtsstreit in Alang abgewrackt. |
| 1971 (1956) | De Grasse (II)          | 18739 BRT | Swan, Hunter & W. Rich. Ltd., Newcastle                      | 1956: ex Oslofjord, NAL / 1971 CGT / 1973 verkauft |

### Fährschiffe
| Jahr        | Name            | Tonnage  | Werft                                            | Status/Schicksal                                          |
| ----------- | --------------- | -------- | ------------------------------------------------ | --------------------------------------------------------- |
| 1959        | Napoleon        | 5564 BRT | Forges et Chantiers de la Mediteranée, La Seyne  | 1969 an Cie. Général Trans-Mediterranée übertragen        |
| 1966        | Fred Scaramoni  | 4771 BRT | Forges et Chantiers de la Mediterranée, La Seyne | 1969 an Cie. Général Trans-Mediterranée übertragen        |
| 1966        | Corse           | 4555 BRT | Forges et Chantiers de la Mediterranée, la Seyne | 1969 an Cie. Général Trans-Mediterranée übertragen        |
| 1966        | Comte de Nice   | 4555 BRT | Forges et Chantiers de la Mediterranée, La Seyne | 1969 an Cie. Général Trans-Mediterranée übertragen        |
| 1967 (1948) | Mediterranée    | 5324 BRT | Swan, Hunter & W. Rich. Ltd., Newcastle          | 1948: ex President de Cazalet, CNM / 1967 CGT / 1969 CGTM |
| 1967        | Esterel (II)    | 1276 BRT | k. A.                                            | 1969 an Cie. Général Trans-Mediterranée übertragen        |
| 1969        | Monte Cinto     | 2080 BRT | k. A.                                            | 1969 an Cie. Général Trans-Mediterranée übertragen        |
| 1970 (1966) | Roussillon (II) | 7659 BRT | Wärtsila AB, Helsinki                            | 1966: ex Prins Hamlet, Lion Ferry / 1970 CGTM             |

### Frachtschiffe
| Jahr        | Name                    | Tonnage   | Werft                      | Status/Schicksal                                                                  |
| ----------- | ----------------------- | --------- | -------------------------- | --------------------------------------------------------------------------------- |
| 1919 (1900) | Marigot (I)             | 4985 BRT  | Bremer Vulkan AG, Vegesack | 1900: ex Strassburg, NDL / 1919 CGT / 1934 außer Dienst                           |
| 1919        | Ontario                 | 5476 BRT  | k. A.                      | 1934 verkauft                                                                     |
| 1920        | Maryland (I)            | 5476 BRT  | k. A.                      | 1935 verkauft                                                                     |
| 1920        | Vauclin                 | 4404 BRT  | k. A.                      | 1934 außer Dienst                                                                 |
| 1920        | Missouri                | 6773 BRT  | k. A.                      | 1936 außer Dienst                                                                 |
| 1920        | Michigan (I)            | 6773 BRT  | k. A.                      | 1949 verkauft                                                                     |
| 1921        | Kentucky                | 6773 BRT  | k. A.                      | 1936 außer Dienst                                                                 |
| 1921        | Ohio                    | 5399 BRT  | k. A.                      | 1934 außer Dienst                                                                 |
| 1921        | Vermont                 | 5399 BRT  | k. A.                      | 1939 durch dt. U-Boot gekapert und versenkt                                       |
| 1922        | Alaska                  | 5399 BRT  | k. A.                      | 1939 nach Kollision gesunken                                                      |
| 1924 (1904) | Minnesota               | 6118 BRT  | k. A.                      | 1904: ex La Belle France / 1924 CGT / 1934 außer Dienst                           |
| 1925 (1921) | Floride (II)            | 7369 BRT  | k. A.                      | 1921: ex La Marseillaise, CNM / 1925 CGT / 1939 Minentreffer                      |
| 1925 (1921) | Louisiane (III)         | 7369 BRT  | k. A.                      | 1921: ex Notre-Dame de Fourviere, CNM / 1925 CGT / 1939 torpediert                |
| 1925        | Utah                    | 4979 BRT  | k. A.                      | 1926 bei Chile gestrandet                                                         |
| 1926        | Oklahoma                | 4979 BRT  | k. A.                      | 1929 in Liverpool ausgebrannt                                                     |
| 1926        | Pennsylvannie           | 5879 BRT  | k. A.                      | 1934 verkauft                                                                     |
| 1928        | Arizona                 | 5298 BRT  | k. A.                      | 1944 in Palermo nach Bombentreffer gesunken                                       |
| 1929        | Oregon (II)             | 8062 BRT  | Bremer Vulkan AG, Vegesack | 1955 verkauft                                                                     |
| 1929        | Washington (II)         | 8062 BRT  | Bremer Vulkan AG, Vegesack | 1954 verkauft                                                                     |
| 1929        | Wisconsin               | 8062 BRT  | Bremer Vulkan AG, Vegesack | 1951 verkauft                                                                     |
| 1930        | Wyoming (I)             | 8062 BRT  | Bremer Vulkan AG, Vegesack | 1961 verkauft                                                                     |
| 1930        | San Antonio             | 6013 BRT  | k. A.                      | 1942 durch Deutschland beschlagnahmt                                              |
| 1930        | San Diego               | 6013 BRT  | k. A.                      | 1942 durch Deutschland beschlagnahmt                                              |
| 1930        | San Francisco           | 6013 BRT  | k. A.                      | 1942 durch Deutschland beschlagnahmt                                              |
| 1931        | San Jose                | 6013 RBRT | k. A.                      | 1954 verkauft                                                                     |
| 1931        | San Mateo               | 5947 BRT  | k. A.                      | 1940 durch Deutschland beschlagnahmt                                              |
| 1931        | San Pedro               | 5947 BRT  | k. A.                      | 1953 verkauft                                                                     |
| 1931        | Alabama                 | 5645 BRT  | k. A.                      | 1954 verkauft                                                                     |
| 1934 (1921) | Arica                   | 5390 BRT  | k. A.                      | 1921: ex Zenon, Cie. d’Orbigny / 1934 CGT / 1942 torpediert                       |
| 1936 (1924) | Enseigne Maurice Prehac | 4577 BRT  | k. A.                      | 1924: UIM / 1936 CGT / 1942 gesunken                                              |
| 1938        | Charles Plumier         | 4504 BRT  | k. A.                      | 1964 verkauft                                                                     |
| 1938 (1928) | Loire (I)               | 4285 BRT  | k. A.                      | 1928: ex Irrawady, British & Burmese / 1938 CGT / 1939 verschollen                |
| 1938        | Fort-de-France (I)      | 4279 BRT  | k. A.                      | 1951 verkauft                                                                     |
| 1938        | Fort-Royal (I)          | 4279 BRT  | k. A.                      | 1951 verkauft                                                                     |
| 1938 (1935) | Fort-Richepanse (I)     | 3485 BRT  | k. A.                      | 1935: ITO / 1938 CGT / 1941 torpediert                                            |
| 1939        | Indochinois             | 6966 BRT  | k. A.                      | 1957 an SGTM verkauft                                                             |
| 1939 (1917) | Saint-Malo (II)         | 5779 BRT  | k. A.                      | 1917: IFN / 1939 CGT / 1940 in Kanada beschlagnahmt                               |
| 1939 (1932) | Caribe (III)            | 4087 BRT  | k. A.                      | 1932: ex Allier, CGAM / 1939 CGT / 1943 Bombentreffer                             |
| 1939 (1932) | Marigot (II)            | 4087 BRT  | k. A.                      | 1932: ex Ardeche, CGAM / 1939 CGT / 1954 außer Dienst                             |
| 1940        | Calédonien              | 7960 BRT  | k. A.                      | 1942 an Italien, Spoleto                                                          |
| 1945 (1943) | Lieutnant J. le Meur    | 7240 BRT  | k. A.                      | 1943: Empire-Type / 1945 CGT / 1949 verkauft                                      |
| 1945 (1943) | Adm. en Chef Thomas     | 7240 BRT  | k. A.                      | 1943: Empire-Type / 1945 CGT / 1948 verkauft                                      |
| 1945 (1943) | Pont-Audemer            | 7176 BRT  | k. A.                      | 1943: Liberty-Type / 1945 CGT / 1955 verkauft                                     |
| 1945 (1943) | Pont-L’Eveque           | 7176 BRT  | k. A.                      | 1943: Liberty-Type / 1945 CGT / 1960 verkauft                                     |
| 1945 (1943) | Pont-en-Bassin          | 7176 BRT  | k. A.                      | 1943: Liberty-Type / 1945 CGT / 1963 verkauft                                     |
| 1946        | Chef Mecanicien Durand  | 5048 BRT  | k. A.                      | 1949 verkauft                                                                     |
| 1946 (1942) | Argentan                | 7176 BRT  | k. A.                      | 1942: Liberty-Type / 1946 CGT / 1956 verkauft                                     |
| 1946 (1942) | Avranches               | 7176 BRT  | k. A.                      | 1942: Liberty-Type / 1946 CGT / 1954 verkauft                                     |
| 1946 (1942) | Auray                   | 7176 BRT  | k. A.                      | 1942: Liberty-Type / 1946 CGT / 1949 an Messageries Maritimes                     |
| 1946 (1943) | Bayeaux                 | 7176 BRT  | k. A.                      | 1943: Liberty-Type / 1946 CGT / 1965 verkauft                                     |
| 1946 (1943) | Beauvais                | 7176 BRT  | k. A.                      | 1943: Liberty-Type / 1946 CGT / 1950 an Messageries Maritimes                     |
| 1946 (1943) | Bernieres               | 7176 BRT  | k. A.                      | 1943: Liberty-Type / 1946 CGT / 1951 verkauft                                     |
| 1947 (1943) | Courselles              | 7176 BRT  | k. A.                      | 1943: Liberty-Type / 1947 CGT / 1949 an Messageries Maritimes                     |
| 1947 (1943) | Courances               | 7176 BRT  | k. A.                      | 1943: Liberty-Type / 1947 CGT / 1949 an Messageries Maritimes                     |
| 1947 (1943) | Isigny                  | 7176 BRT  | k. A.                      | 1943: Liberty-Type / 1947 CGT / 1950 an Chargeurs Reunis                          |
| 1947 (1943) | Lisieux                 | 7176 BRT  | k. A.                      | 1943: Liberty-Type / 1947 CGT / 1949 an Chargeurs Reunis                          |
| 1947 (1943) | Mortain                 | 7176 BRT  | k. A.                      | 1943: Liberty-Type / 1947 CGT / 1948 an Messageries Maritimes                     |
| 1947 (1944) | Plouharnel              | 7176 BRT  | k. A.                      | 1944: Liberty-Type / 1947 CGT / 1949 an Chargeurs Reunis                          |
| 1947 (1944) | Seine                   | 7176 BRT  | k. A.                      | 1944: Liberty-Type / 1947 CGT / 1961 verkauft                                     |
| 1947 (1944) | Troarn                  | 7176 BRT  | k. A.                      | 1944: Liberty-Type / 1947 CGT / 1965 verkauft                                     |
| 1947 (1944) | Trun                    | 7176 BRT  | k. A.                      | 1944: Liberty-Type / 1947 CGT / 1961 verkauft                                     |
| 1947 (1944) | Valognes                | 7176 BRT  | k. A.                      | 1944: Liberty-Type / 1947 CGT / 1954 verkauft                                     |
| 1947 (1944) | Vire                    | 7176 BRT  | k. A.                      | 1944: Liberty-Type / 1947 CGT / 1963 verkauft                                     |
| 1947 (1944) | Falaise                 | 7244 BRT  | k. A.                      | 1944: Victory-Type / 1947 CGT / 1948 an Messageries Maritimes                     |
| 1947 (1944) | Domfront                | 7244 BRT  | k. A.                      | 1944: Victory-Type / 1947 CGT / 1965 verkauft                                     |
| 1947 (1944) | Saint-Malo (II)         | 7244 BRT  | k. A.                      | 1944: Victory-Type / 1947 CGT / 1950 verkauft                                     |
| 1947 (1942) | Brest                   | 7176 BRT  | k. A.                      | 1942: Liberty-Type / 1942 CGT / 1949 an Messageries Maritimes                     |
| 1947 (1942) | Cherbourg               | 7176 BRT  | k. A.                      | 1942: Liberty-Type / 1947 CGT / 1954 verkauft                                     |
| 1947 (1943) | Dieppe                  | 7176 BRT  | k. A.                      | 1943: Liberty-Type / 1947 CGT / 1954 verkauft                                     |
| 1947 (1943) | Rouen                   | 7176 BRT  | k. A.                      | 1943: Liberty-Type / 1947 CGT / 1953 verkauft                                     |
| 1947 (1944) | Saont-Lo                | 7176 BRT  | k. A.                      | 1944: Liberty-Type / 1947 CGT / 1963 verkauft                                     |
| 1947 (1944) | Saint-Marcouf           | 7176 BRT  | k. A.                      | 1944: Liberty-Type / 1947 CGT / 1950 an Messageries Maritimes                     |
| 1947 (1944) | Saint-Mere Eglaise      | 7176 BRT  | k. A.                      | 1944: Liberty-Type / 1947 CGT / 1950 an Messageries Maritimes                     |
| 1947 (1944) | Saint-Valery en Caux    | 7176 BRT  | k. A.                      | 1944: Liberty-Type / 1947 CGT / 1950 an Messageries Maritimes                     |
| 1947        | Fort-Duquesne           | 4287 BRT  | k. A.                      | 1965 verkauft                                                                     |
| 1947        | La Hague                | 4311 BRT  | k. A.                      | 1971 verkauft                                                                     |
| 1947        | La Heve                 | 4311 BRT  | k. A.                      | 1970 verkauft                                                                     |
| 1948        | La Coubre               | 4311 BRT  | k. A.                      | 1972 verkauft                                                                     |
| 1948        | La Baule                | 4311 BRT  | k. A.                      | 1969 verkauft                                                                     |
| 1948 (1929) | Saint-Bernard           | 5522 BRT  | Bremer Vulkan AG, Vegesack | 1929: ex Chemnitz, NDL / 1948 CGT / 1955 verkauft                                 |
| 1948        | Wyoming (II)            | 8696 BRT  | k. A.                      | 1961 verkauft                                                                     |
| 1949        | Washington (III)        | 8696 BRT  | k. A.                      | 1968 verkauft                                                                     |
| 1950        | Winnipeg (II)           | 8696 BRT  | k. A.                      | 1976 verkauft                                                                     |
| 1949        | Cavalier de la Salle    | 6933 BRT  | k. A.                      | 1968 verkauft                                                                     |
| 1949        | Le Voyne-d’Ibreville    | 6933 BRT  | k. A.                      | 1968 verkauft                                                                     |
| 1949        | Caribe (IV)             | 5738 BRT  | k. A.                      | 1972 außer Dienst                                                                 |
| 1949        | Carbet (II)             | 5738 BRT  | k. A.                      | 1972 außer Dienst                                                                 |
| 1949        | Carinmare (II)          | 5738 BRT  | k. A.                      | 1972 verkauft                                                                     |
| 1949 (1924) | Gascoigne               | 5187 BRT  | k. A.                      | 1924: ex George Washington, ATC / 1949 CGT / 1952 verkauft                        |
| 1949        | Fort-Dauphin            | 5038 BRT  | k. A.                      | 1968 verkauft                                                                     |
| 1949        | Fort-Richepanse (II)    | 5038 BRT  | k. A.                      | 1968 verkauft                                                                     |
| 1949        | Fort-Saint Louis        | 4287 BRT  | k. A.                      | 1963 verkauft                                                                     |
| 1950        | Chili                   | 6919 BRT  | k. A.                      | 1967 verkauft                                                                     |
| 1951        | Perou (II)              | 7267 BRT  | k. A.                      | 1967 verkauft                                                                     |
| 1951        | Equateur                | 7267 BRT  | k. A.                      | 1966 verkauft                                                                     |
| 1952        | Fort-Richeleu           | 5091 BRT  | k. A.                      | 1968 verkauft                                                                     |
| 1953        | Fort-Desaix             | 4887 BRT  | k. A.                      | 1969 verkauft                                                                     |
| 1953        | Fort-Carillon           | 4887 BRT  | k. A.                      | 1969 verkauft                                                                     |
| 1953 (1949) | Guadeloupe (V)          | 4061 BRT  | k. A.                      | 1949: ex Canteleu, CFA / 1953 CGT / 1972 verkauft                                 |
| 1954 (1949) | Martinique (IV)         | 4061 BRT  | k. A.                      | 1949: ex Caumont, CFA / 1953 CGT / 1972 verkauft                                  |
| 1955 (1949) | Desirade (II)           | 4061 BRT  | k. A.                      | 1949: ex Croissent, CFA / 1953 CGT / 1973 verkauft                                |
| 1956        | Fort-Caroline           | 5001 BRT  | k. A.                      | 1969 verkauft                                                                     |
| 1956        | Fort-Royal (II)         | 4732 BRT  | k. A.                      | 1969 verkauft                                                                     |
| 1956        | Fort-Saint Pierre       | 4632 BRT  | k. A.                      | 1969 verkauft                                                                     |
| 1958        | Fort-Niagara            | 3901 BRT  | k. A.                      | 1972 verkauft                                                                     |
| 1958        | Fort-Frontenac          | 3901 BRT  | k. A.                      | 1972 verkauft                                                                     |
| 1958        | Magellan                | 9235 BRT  | k. A.                      | 1974 an Compagnie Général Maritime übertragen                                     |
| 1958        | Maryland (II)           | 9235 BRT  | k. A.                      | 1974 an Compagnie Général Maritime übertragen                                     |
| 1959        | Michigan (II)           | 9235 BRT  | k. A.                      | 1974 an Compagnie Général Maritime übertragen                                     |
| 1960        | Mississippi (II)        | 9235 BRT  | k. A.                      | 1974 an Compagnie Général Maritime übertragen                                     |
| 1959        | Chicago (II)            | 8166 BRT  | k. A.                      | 1974 an Compagnie Général Maritime übertragen                                     |
| 1960        | Cleveland               | 8166 BRT  | k. A.                      | 1974 an Compagnie Général Maritime übertragen                                     |
| 1961        | Fort-de-France (II)     | 5014 BRT  | k. A.                      | 1974 an Compagnie Général Maritime übertragen                                     |
| 1961        | Fort-Fleur d’Epée       | 3934 BRT  | k. A.                      | 1974 an Compagnie Général Maritime übertragen                                     |
| 1962        | Fort-de Crevecoer       | 3934 BRT  | k. A.                      | 1974 an Compagnie Général Maritime übertragen                                     |
| 1962        | Fort-d’Orleans          | 3934 BRT  | k. A.                      | 1974 an Compagnie Général Maritime übertragen                                     |
| 1964        | Fort-Trinite            | 4154 BRT  | k. A.                      | 1974 an Compagnie Général Maritime übertragen                                     |
| 1964        | Fort-Josephine          | 4154 BRT  | k. A.                      | 1974 an Compagnie Général Maritime übertragen                                     |
| 1965 (1955) | Guyane (V)              | 7062 BRT  | k. A.                      | 1955: ex Ville de Djibouti, CHP / 1965 CGT / 1974 an Compagnie Général Maritime   |
| 1966        | Suffren (II)            | 9848 BRT  | k. A.                      | 1974 an Compagnie Général Maritime übertragen                                     |
| 1967        | Rochambeau (II)         | 9848 BRT  | k. A.                      | 1974 an Compagnie Général Maritime übertragen                                     |
| 1968        | Anjou                   | 8718 BRT  | k. A.                      | 1974 an Compagnie Général Maritime übertragen                                     |
| 1968        | Auvergne                | 8718 BRT  | k. A.                      | 1974 an Compagnie Général Maritime übertragen                                     |
| 1970        | Aunis                   | 8718 BRT  | k. A.                      | 1974 an Compagnie Général Maritime übertragen                                     |
| 1969 (1959) | Ville de Mexico         | 12870 BRT | k. A.                      | 1959: ex Jacques d’Anglejan, CUIM / 1969 CGT / 1974 an Compagnie Général Maritime |
| 1969        | Fort-La Reine           | 9873 BRT  | k. A.                      | 1974 an Compagnie Général Maritime übertragen                                     |
| 1969        | Fort-Pontchartrain      | 9873 BRT  | k. A.                      | 1974 an Compagnie Général Maritime übertragen                                     |
| 1969        | Fort-Saint Marie        | 8554 BRT  | k. A.                      | 1974 an Compagnie Général Maritime übertragen                                     |
| 1969        | Pointe Allegre          | 6738 BRT  | k. A.                      | 1974 an Compagnie Général Maritime übertragen                                     |
| 1969        | Pointe des Colibris     | 6738 BRT  | k. A.                      | 1974 an Compagnie Général Maritime übertragen                                     |
| 1970        | Pointe-Marin            | 6738 BRT  | k. A.                      | 1974 an Compagnie Général Maritime übertragen                                     |
| 1972        | Mont-Louis              | 4210 BRT  | k. A.                      | 1974 an Compagnie Général Maritime übertragen                                     |
| 1972        | Mont-Laurier            | 4210 BRT  | k. A.                      | 1973 nach Brand verkauft                                                          |
| 1973        | Pointe la Rose          | 6561 BRT  | k. A.                      | 1974 an Compagnie Général Maritime übertragen                                     |
| 1973        | Pointe-Madame           | 6561 BRT  | k. A.                      | 1974 an Compagnie Général Maritime übertragen                                     |
| 1973        | Pointe-Sans Souci       | 6561 BRT  | k. A.                      | 1974 an Compagnie Général Maritime übertragen                                     |

### Containerschiffe
| Jahr | Name               | Tonnage  | Container | Werft                                  | Status/Schicksal                              |
| ---- | ------------------ | -------- | --------- | -------------------------------------- | --------------------------------------------- |
| 1969 | Atlantic Champagne | 16499 GT | 1200 TEU  | Chantiers de l’Atlantique, St. Nazaire | 1974 an Compagnie Général Maritime übertragen |
| 1970 | Atlantic Cognac    | 16499 GT | 1200 TEU  | Chantiers Naval, La Ciotat             | 1974 an Compagnie Général Maritime übertragen |